# Jaskinia za Źródłem Druga
Jaskinia za Źródłem Druga, Jaskinia za Źródłem II, Schronisko w Zimnym Dole VII – jaskinia w skałach na orograficznie lewym zboczu doliny Zimny Dół na terenie wsi Czułów, w gminie Liszki w województwie małopolskim. Pod względem geograficznym jest to obszar Garbu Tenczyńskiego w obrębie Wyżyny Krakowsko-Częstochowskiej.

## Opis obiektu
Jaskinia znajduje się powyżej Źródła w Zimnym Dole i powyżej domów (w kierunku północno-zachodnim od źródła). Jej otwór znajduje się w najdalej na zachód wysuniętej skale. Jest to skała Byk zaliczana do skał Grupy Krowy. Skała ma postać długiego muru skalnego. Jaskinia znajduje się na zachodnim końcu skały. Południowy otwór ma szerokość 3 m i wysokość 1,5 m. Ciągnie się za nim niski korytarz przebijający skałę na wylot. Otwór północny jest niemożliwy do przejścia.
Jaskinia powstała na międzyławicowym rozmyciu w wapieniach skalistych pochodzących z jury późnej. Nacieków brak. Namulisko obfite, próchniczno-gliniaste. Jaskinia jest widna tylko w okolicach otworów. Na jej ścianach w zasięgu światła rozwijają się mchy i porosty.

## Historia poznania i dokumentacji
Jaskinia znana była zapewne od dawna. W 1986 r. A. Górny i M. Szelerewicz umieścili ją w wykazie jaskiń pod nazwą Schronisko w Zimnym Dole VII. Dokumentację opracowali ci sami autorzy w sierpniu 1999 r. Plan jaskini opracował M. Szelerewicz.

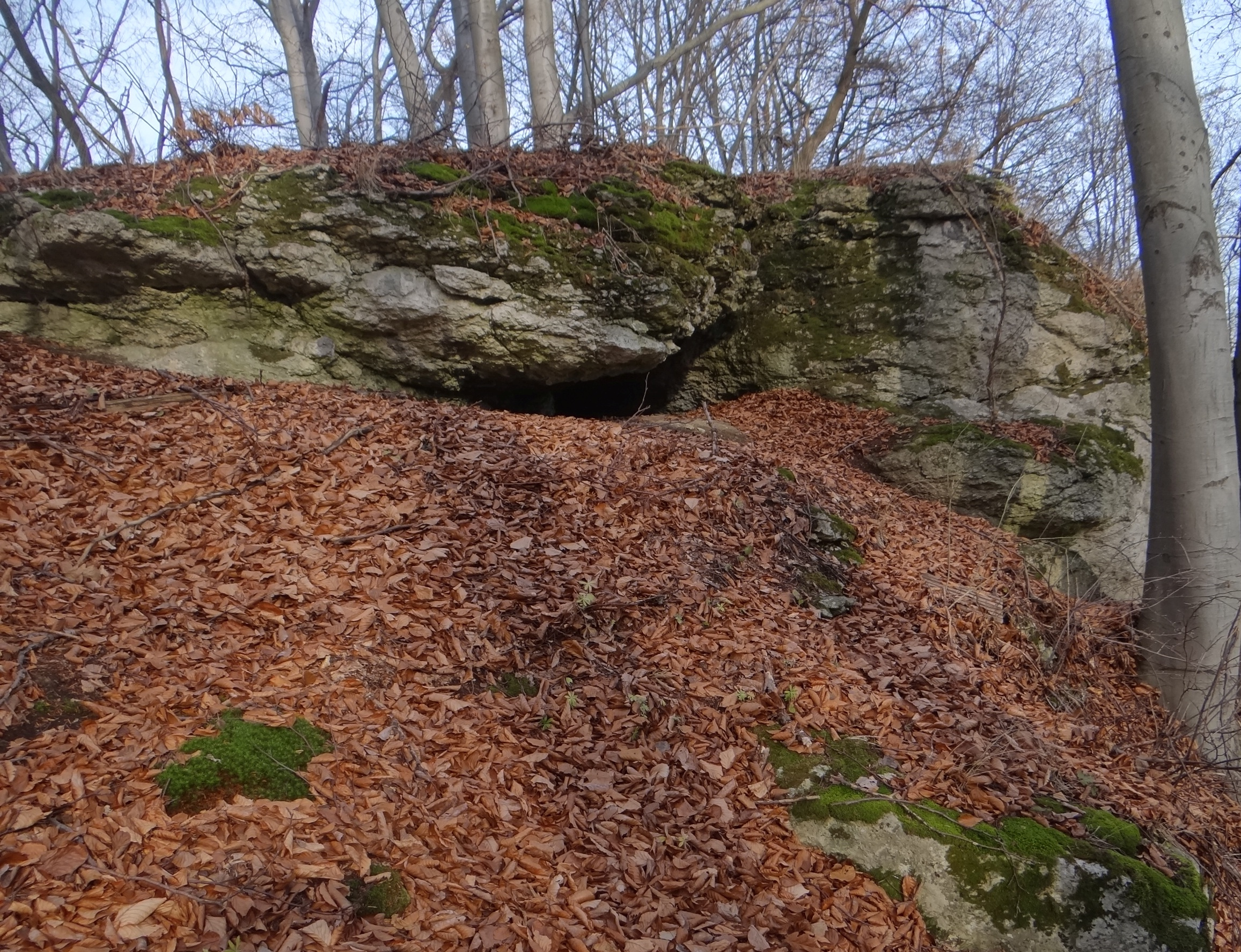
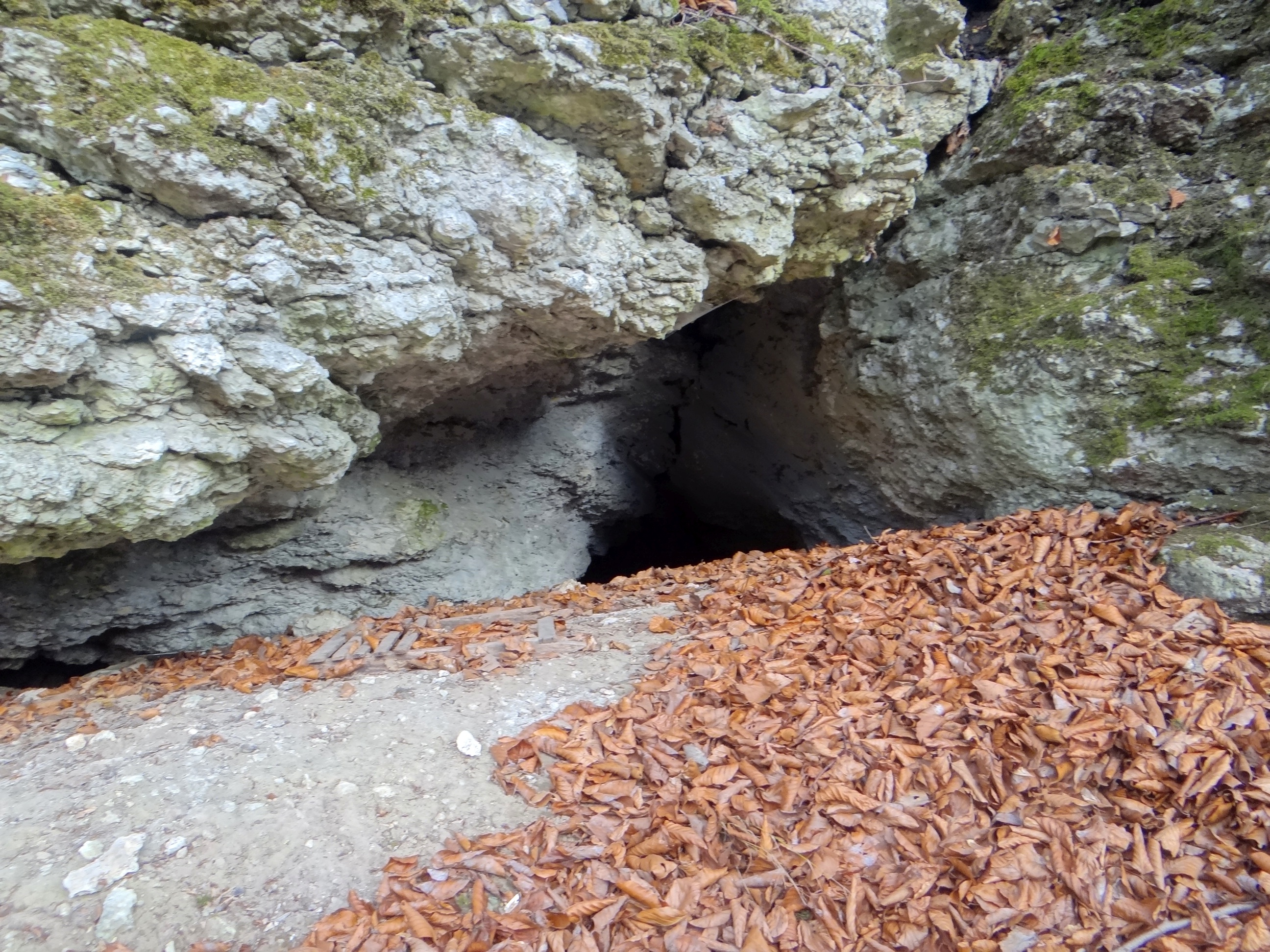
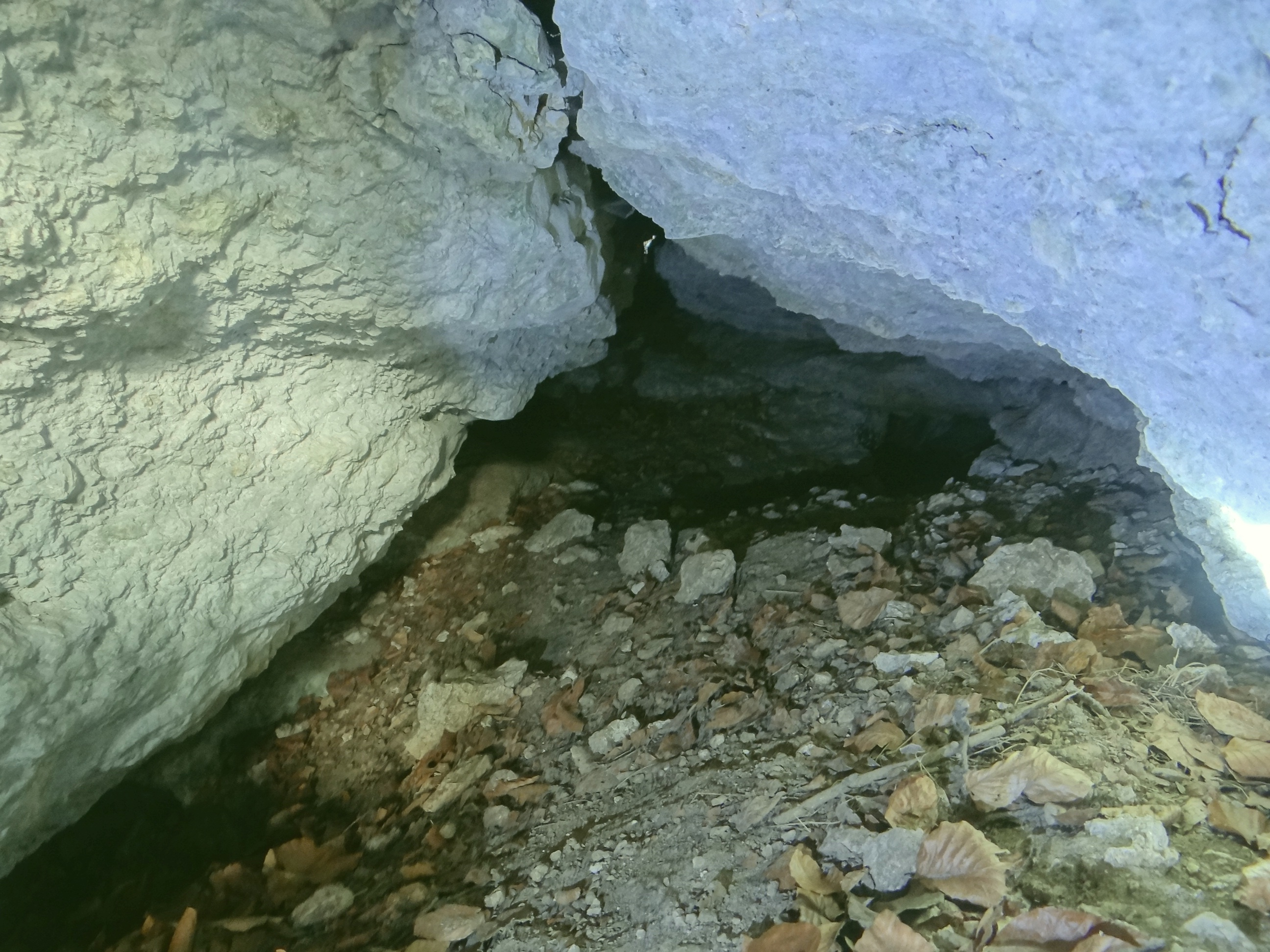
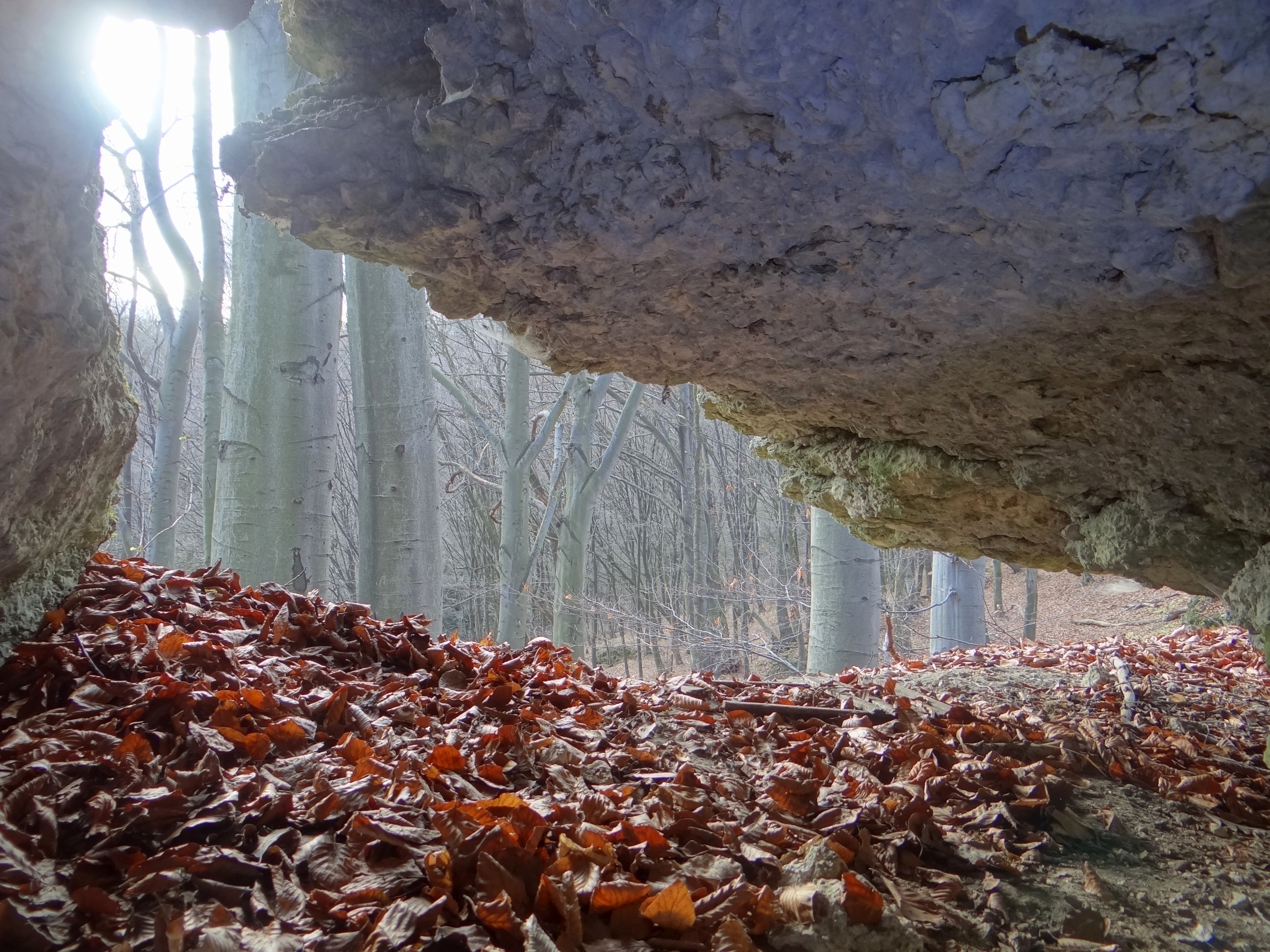

W tej samej skale, ale w jej środkowej części znajduje się większa Jaskinia za Źródłem Pierwsza.